# Peromyia semotoides
Peromyia semotoides är en tvåvingeart som beskrevs av Jaschhof 2009. Peromyia semotoides ingår i släktet Peromyia, och familjen gallmyggor. Arten är reproducerande i Sverige.